# Алконбері (авіабаза)
Авіаба́за Алконбері (англ. Royal Air Force Alconbury, (IATA: AYH, ICAO: EGWZ) — військово-повітряна база Королівських ПС Великої Британії поблизу Гантінгдона, яка протягом багатьох років використовувалася ПС США. Аеродром розташований у цивільному окрузі Стьюкліс, неподалік від сіл Грейт-Стьюклі, Літтл-Стьюклі та Алконбері. Польоти більше не проводяться на цьому місці, більша частина землі, включаючи злітно-посадкову смугу, була продана у 2009 році, щоб стати новим поселенням Алконбері Вілд.

## Історія бази
Авіабаза була відкрита в 1938 році для використання силами Бомбардувального командування Королівських ПС. З 1942 по 1945 рік інфраструктура авіабази використовувалася Повітряними силами армії США. На неї базувалася 93-тя бомбардувальна група 8-ї повітряної армії; серед відвідувачів був король Георг VI, який 13 листопада 1942 року відвідав це місце та побачив там стратегічні бомбардувальники Boeing B-17.
8 січня 2015 року Пентагон оголосив, що авіабази Алконбері та Моулсворт будуть закриті до 2020 року. Більшість підрозділів в Алконбері та Моулсворт мали бути переміщені до авіабази Кроутон у Нортгемптонширі разом з персоналом. Пізніше це рішення було скасовано з міркувань економічної ефективності, а авіабаза Алконбері залишилася допоміжною базою для Об'єднаного аналітичного центру.

## Галерея

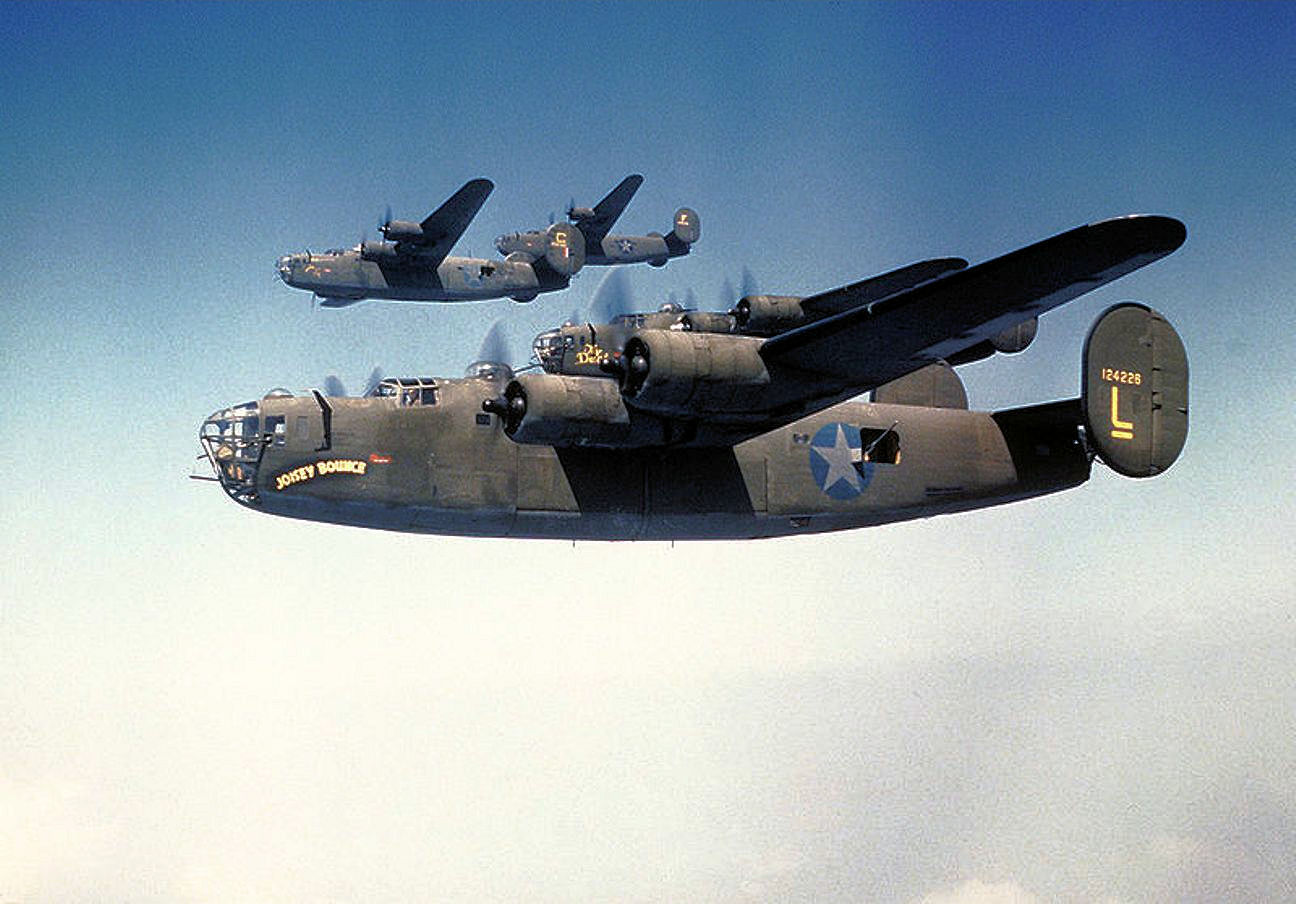
Важкі бомбардувальники B-24 «Ліберейтор» 93-ої бомбардувальної групи, що базувалася на Алконбері, шикуються в бойовий порядок для удару по цілях у Німеччині. 1942
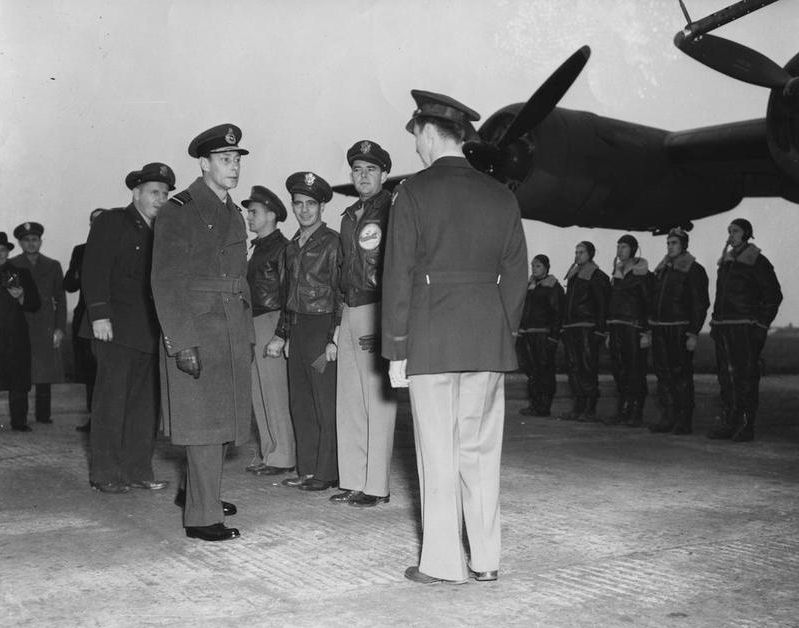
Британський король Георг VI під час відвідування авіабази. 14 листопада 1942
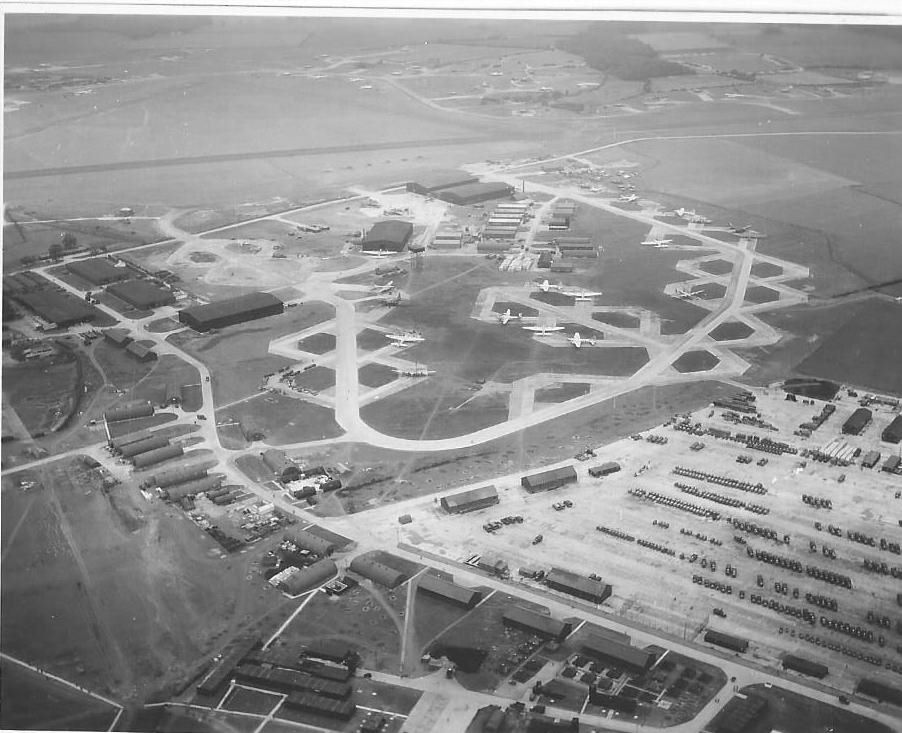
Вигляд на авіабазу Алконбері з висоти пташиного польоту. 1944
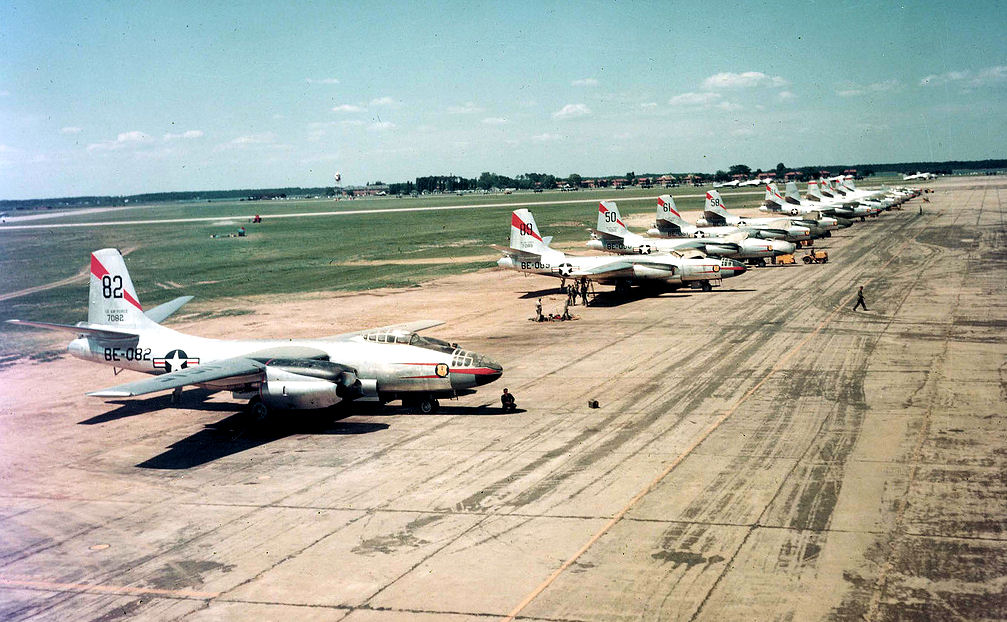
Бомбардувальники 47-го бомбардувального авіакрила B-45 Tornado. 1952
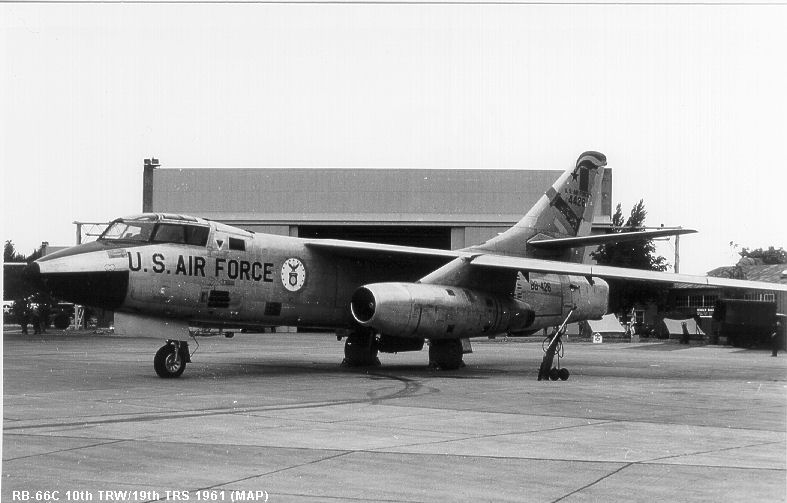
Американський тактичний бомбардувальник B-66 «Дестроєр». 1961
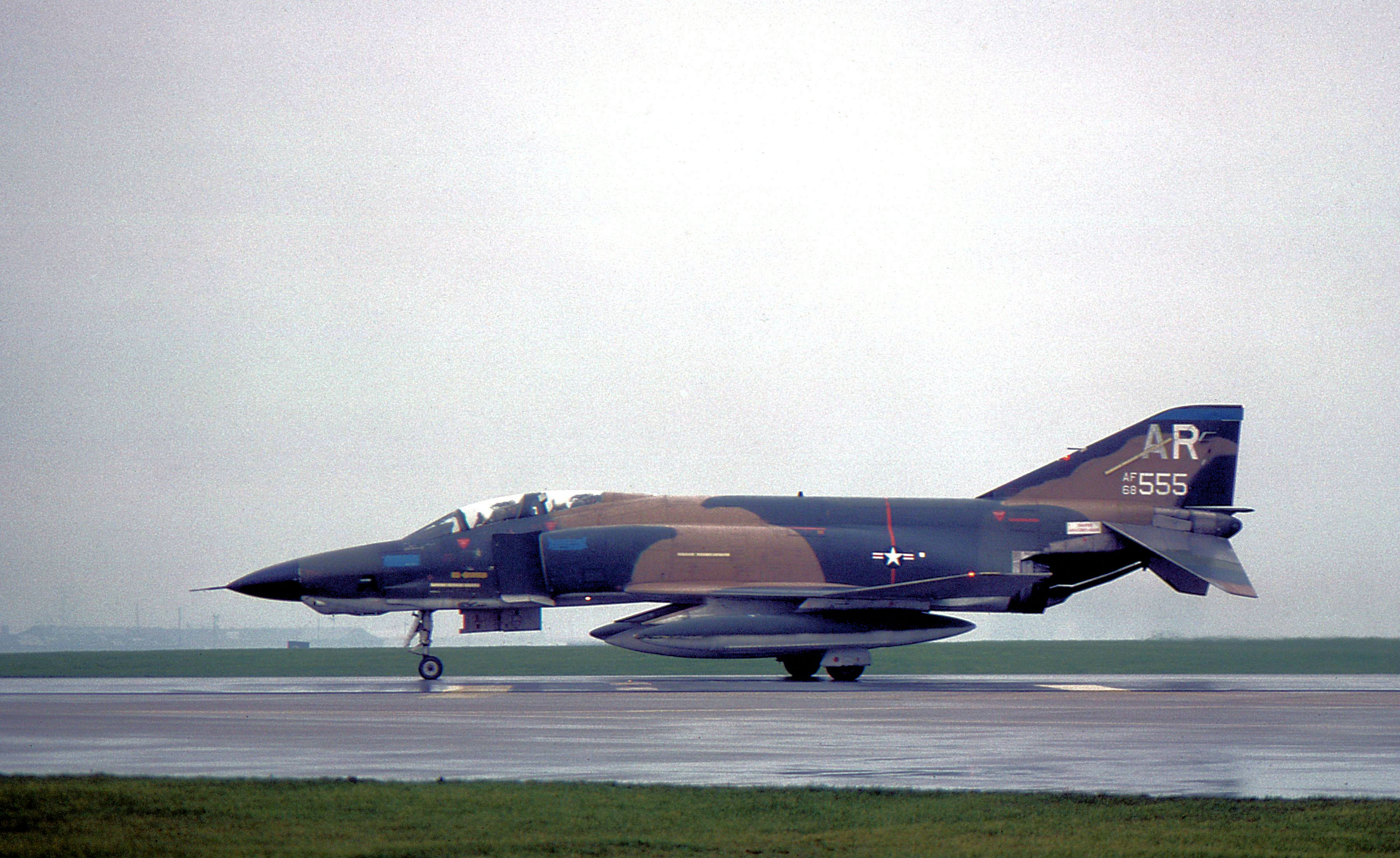
Американський надзвуковий реактивний перехоплювач F-4 Phantom II на злітній смузі авіабази Алконбері. 1980
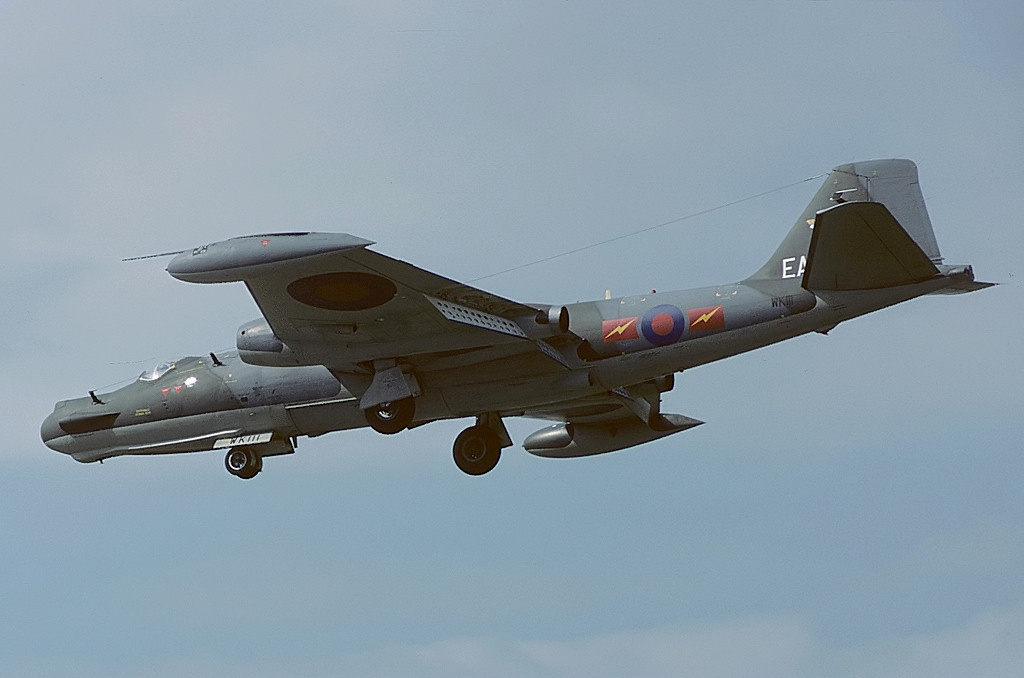
Британський середній бомбардувальник English Electric Canberra. 27 червня 1985
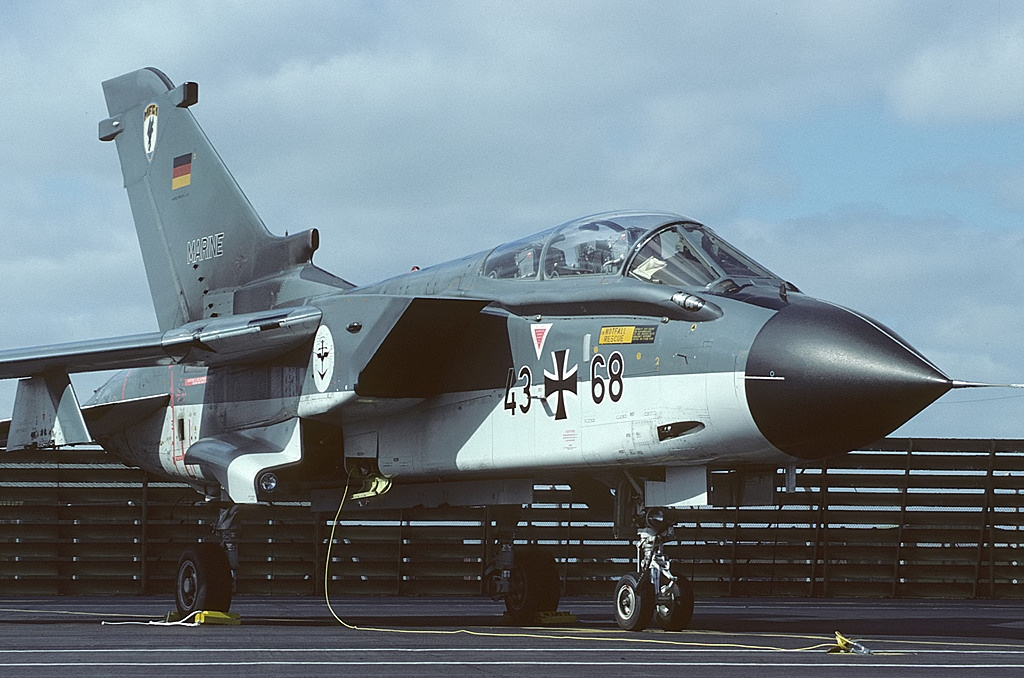
Західнонімецький багатоцільовий бойовий літак із крилом змінної стріловидності Panavia Tornado. 27 липня 1986
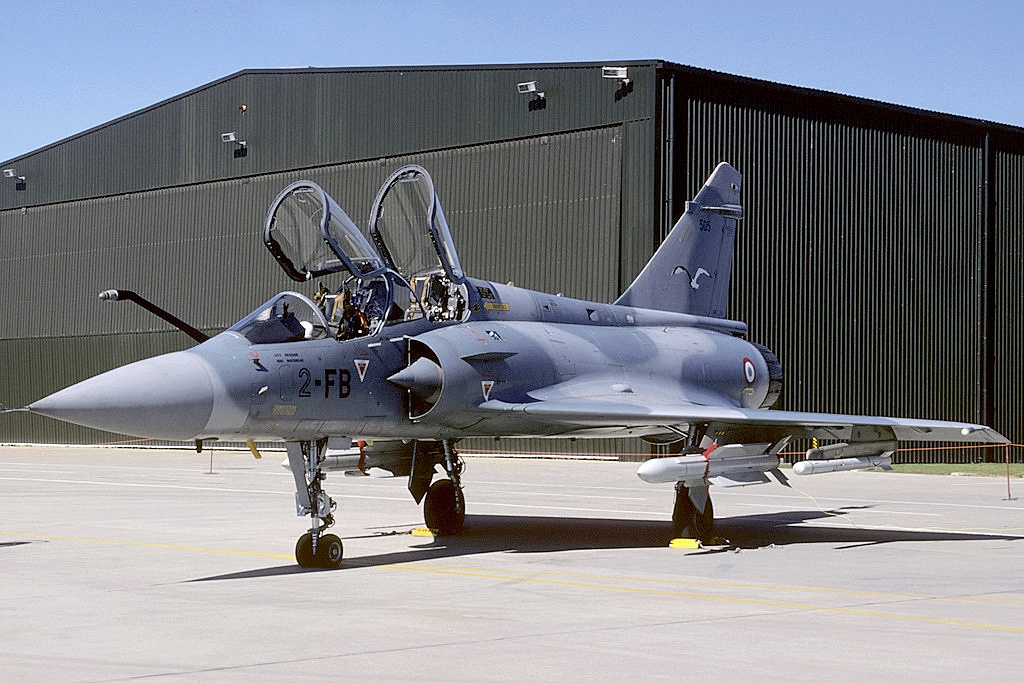
Французький винищувач Dassault Mirage 2000B. 16 серпня 1987
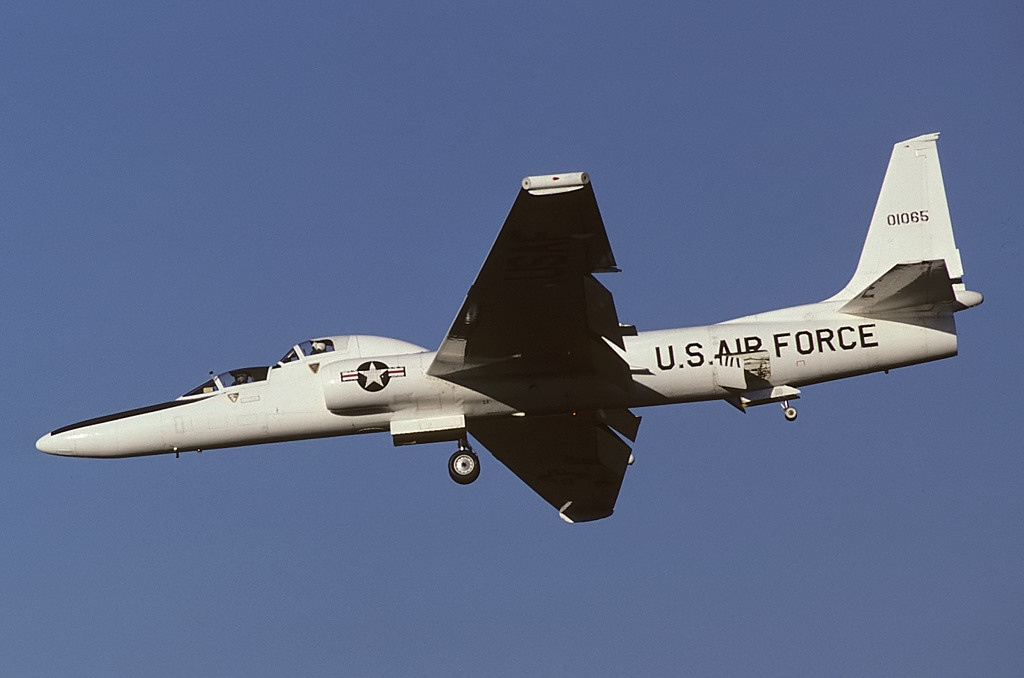
Висотний літак-розвідник TR-1 в небі над аеродромом. 28 жовтня 1987
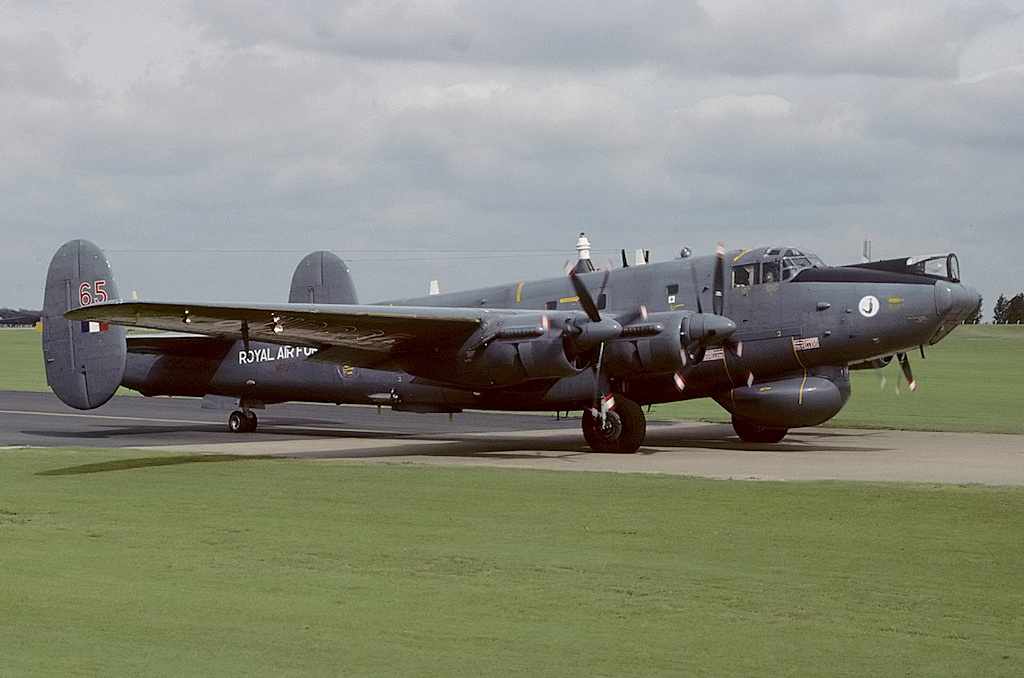
Пасажирський літак Avro Shackleton на злітно-посадковій смузі авіабази. 15 серпня 1988
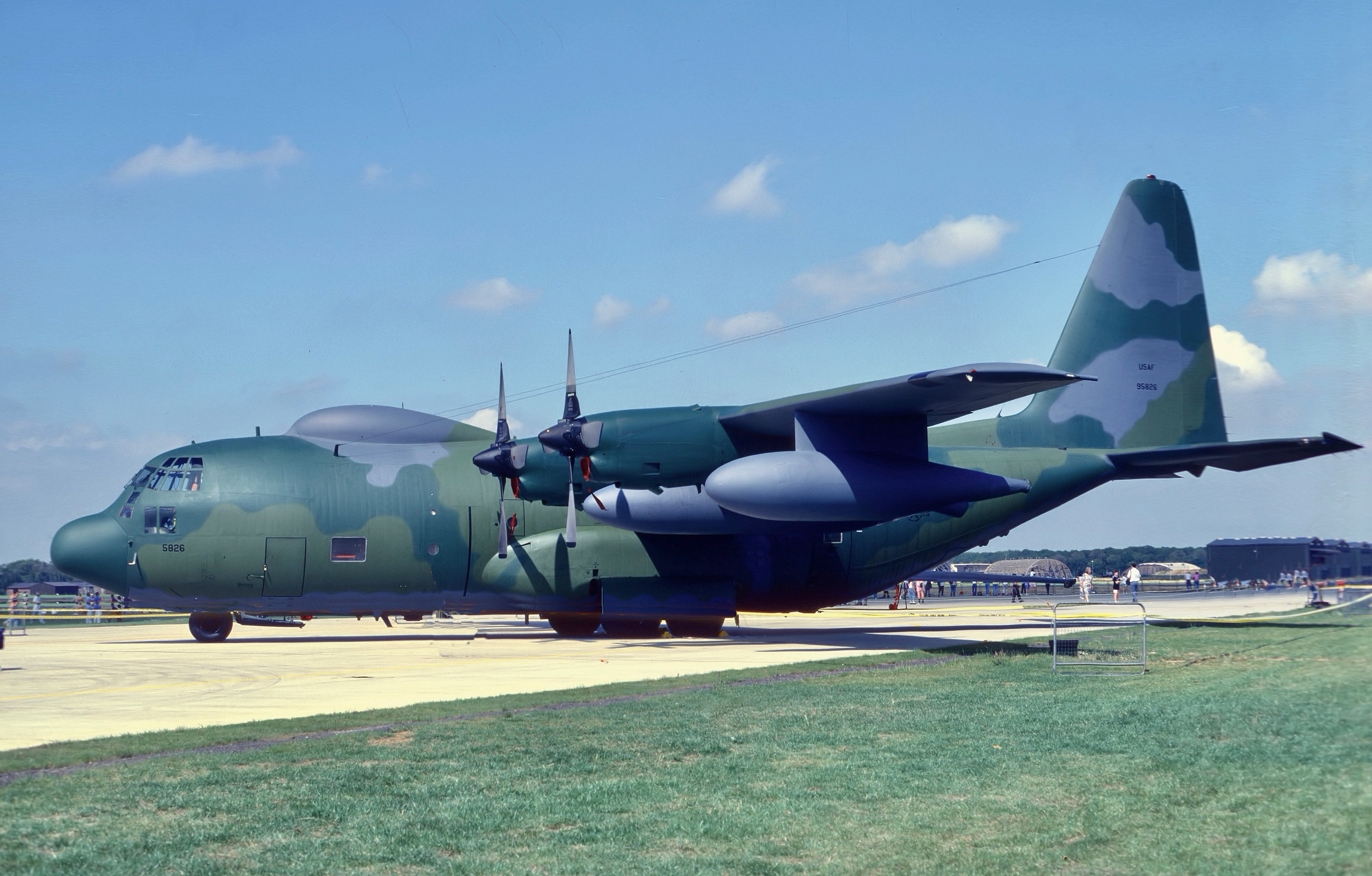
Військово-транспортний літак Lockheed HC-130 на стоянці. 3 серпня 1991
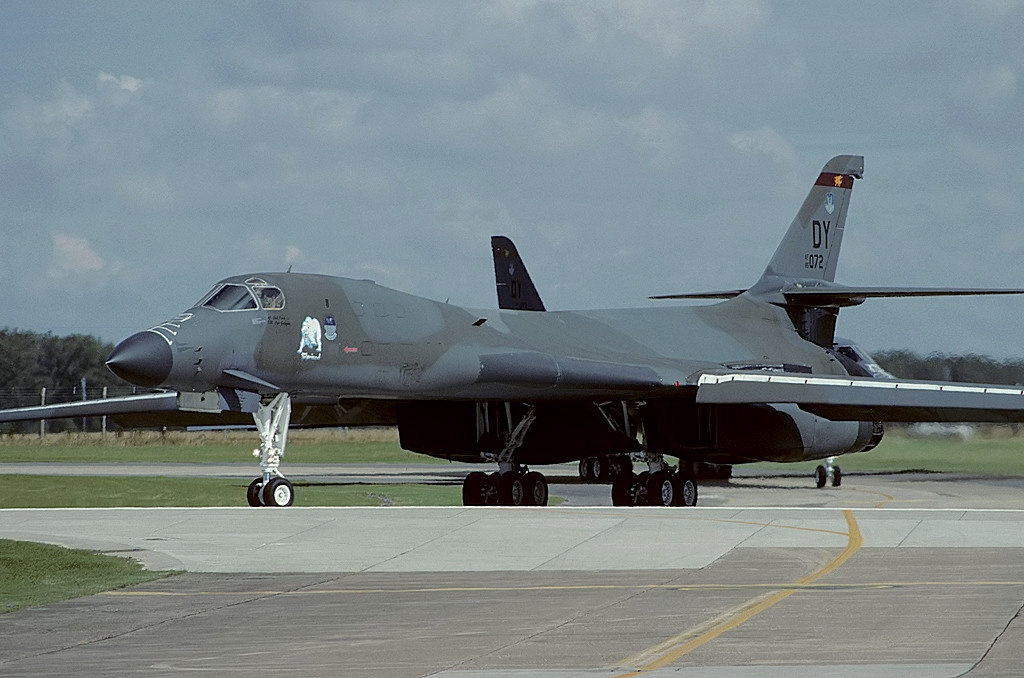
Американський стратегічний бомбардувальник B-1B Lancer на стоянці. 23 серпня 1993